# Abraskadabra
Abraskadabra é uma banda brasileira de ska punk de Curitiba, Paraná, influenciada pelo hardcore e pela terceira onda do ska, colocando também elementos brasileiros no som. A banda também costuma fazer turnês "DIY".

## História

### Fundação e primeiro disco (2003-2014)
A banda foi formada em 2003 por amigos do ensino médio que gostavam de punk e ska e queriam tocar algo diferente do que as bandas punk faziam na época. O nome do grupo foi sugestão de um amigo e seguia uma tendência que eles observavam em bandas de ska da época que colocavam a palavra "ska" em seus nomes. Por meio de um selo local que também possuía uma loja, os membros conheciam o trabalho de bandas como NOFX, Pennywise, Bad Religion, No Fun at All, Millencolin, Goldfinger, Less Than Jake e Voodoo Glowskulls.
O guitarrista e vocalista Du acredita que o fato de Curitiba ser uma cidade fria e com muito mais concreto do que áreas verdes fez com que o som da banda fosse mais pesado e com menos elementos "praianos" do que outros nomes do ska punk. Os membros conseguiram produzir o som diferente que queriam após encontrarem alguns metais deixados pela banda marcial da escola.
Após nove anos, que envolveram doze músicas lançadas em três demos e diversas mudanças na formação, o Abraskadabra lançou seu primeiro disco, Grandma Nancy's Old School Garden, em 2012, contendo músicas criadas ao longo desses nove primeiros anos da banda. No ano seguinte, lançaram seu primeiro clipe, "Sing 'til the End" e, em 2014, fizeram sua primeira turnê nos Estados Unidos.

### Welcomee fama internacional (2014-2019)
Em 2016, o cover deles da música "Not Your Savior", de No Use for a Name, foi usado no documentário A Fat Wreck, sobre a Fat Wreck Chords.
Em dezembro de 2017, lançaram um clipe para a música "Heavy Hitters", que mais tarde figuraria no segundo disco deles, Welcome. O disco veio em 20 de fevereiro do ano seguinte e foi gravado ao longo de 14 dias numa casa alugada, com toda a produção, gravação, mixagem, etc. executada pelos próprios membros. Pouco após o lançamento, foram mencionados por Vinnie Fiorello, então do Less Than Jake, como um dos seus grupos novos de ska punk favoritos.
Após o lançamento de Welcome e uma segunda turnê pelos Estados Unidos, eles contrataram uma assessoria de imprensa que lhes garantiu presença na mídia internacional e, consequentemente, mais algumas turnês fora do Brasil, especificamente no Reino Unido e no Japão.

### Make Yourself at Home: 2020-atualmente
Em 24 de setembro de 2021, a banda lançou seu terceiro disco de estúdio, Make Yourself at Home. Gravado a distância por conta das limitações impostas pela pandemia de COVID-19 (método ao qual já estavam habituados por conta do saxofonista e vocalista Thiago morar em Londres), o disco produziu o single "Do We Need a Sign?".

## Integrantes
- Rafael "Buga" Ribas - guitarra e vocal
- Eduardo "Du" - guitarra e vocal
- Thiago "Trosso" de Sá Jorge - saxofone, vocal e teclado
- Eduardo "Maka" Cimbalista - bateria
- João Paulo "JP" Branco - trompete, vocal[6]
- Augusto "Mamão" - trombone
- Felipe "Pêra" - baixo

Fontes:

### Ex-integrante
- Guilherme Lepca - trombone[7]
- Rodrigo "Japa" Kawata - baixo

## Discografia
Fonte geral:

### Demos
- 3 Demos (2004/2005/2008)

### EPs
- Mago (2003)[7]
- Destroying Your Mother on the Bed (2008)[12]
- Fun as in Fungus (2014)[13]
- Welcome to the B Side (2018)

### Álbuns de estúdio
- Grandma Nancy's Old School Garden (2012)[14]
- Welcome (2018)[15]
- Make Yourself at Home (2021)

### Singles
- "Not Your Savior" (cover de No Use for a Name) (2013)
- "Do We Need a Sign?" (2021)